# Hæderstegnet for god tjeneste ved Flyvevåbnet
Hæderstegnet for god tjeneste ved Flyvevåbnet er en dansk hædersbevisning der tildeles ansatte i Flyvevåbnet der opnår 25 års tjenestetid med ulastelig vandel. Medaljen blev indstiftet den 11. marts 1953, hvorfor den kun uddeles på denne dag hvert år.
Medaljen er lavet af sølv, er rund og bærer kong Frederik 9.s navnetræk med omskriften "11. marts 1953" og "For god tjeneste". På bagsiden er der indskrevet ordet "Fortjent" omgivet af en egeløvskrans. Den er ophængt i et rødt krydsbånd med en hvid stribe i midten. Ved i alt fyrre års tjeneste tilføjet et egeløv af guld på krydsbåndet.

## Eksterne links
- Cirkulære om tildeling af Hæderstegnet for god tjeneste ved Flyvevåbnet
- Forsvaret: Forsvarets medaljer